# Sindanglaya (Cipanas)
Sindanglaya is een bestuurslaag in het regentschap Cianjur van de provincie West-Java, Indonesië. Sindanglaya telt 17.303 inwoners (volkstelling 2010).